# Oswald von Hoenika
Oswald von Hoenika (* 19. August 1835; † 5. Juni 1891 in Herzogswalde, Kreis Grottkau) war ein schlesischer Rittergutsbesitzer und Politiker.

## Leben
Oswald von Hoenika besuchte das Gymnasium und genoss eine landwirtschaftliche Ausbildung. Er war Besitzer des Ritterguts Herzogswalde im oberschlesischen Kreis Grottkau. Von 1879 bis 1885 war er Mitglied des Preußischen Abgeordnetenhauses, zunächst als Nationalliberaler, danach als Mitglied der Liberalen Vereinigung.
Von 1881 bis 1884 war er Reichstagsabgeordneter für den Wahlkreis Breslau 4 (Namslau, Brieg) und die Liberale Vereinigung. Bei der Reichstagswahl 1884 unterlag er, nunmehr als Kandidat der Freisinnigen Partei, dem deutschkonservativen Kandidaten Wilhelm von Heydebrand und der Lasa.